# Marcel Sabitzer
Marcel Sabitzer (* 17. března 1994 Wels) je rakouský profesionální fotbalista, který hraje na pozici středního záložníka či křídelníka za německý klub Borussia Dortmund a za rakouský národní tým.
Jeho otcem je Herfried Sabitzer, bývalý fotbalový útočník a reprezentant a později fotbalový manažer.

## Reprezentační kariéra
Působil v mládežnických reprezentacích Rakouska (U16, U17, U18, U19, U21).
V A-mužstvu Rakouska debutoval 5. 6. 2012 v přátelském utkání v Innsbrucku proti reprezentaci Rumunska (remíza 0:0). Zúčastnil se EURA 2016 ve Francii.

## Úspěchy

### Individuální
- Sestava sezóny Ligy mistrů UEFA – 2019/20[5]
- Tým sezóny Bundesligy podle kickeru – 2019/20[6]